# Isabella Rigo
Isabella Rigo (getauft 29. August 1684 in Amsterdam; gestorben nach 1722) war eine niederländische Schauspielerin.

## Leben
Isabella Rigo wurde am 29. August 1684 in Amsterdam in der römisch-katholischen Kirche De Krijtberg getauft. Sie war die Tochter des Schauspielers Nicolaas Rigo (gest. 1690) und der Schauspielerin Adriana Eeckhout (um 1650–nach 1722), ihre Schwester war die Schauspielerin Anna Maria Rigo. Isabella Rigo blieb unverheiratet. Aus einer Beziehung mit einem unbekannten Mann hatte sie einen Sohn, der am 29. August 1706 in der römisch-katholischen Kirche Het Boompje in Amsterdam als Adrianus Rigo getauft wurde. Aus der Beziehung zum Schauspieler Jan Hendrik Jordaan stammte die Tochter Johanna Jordaan (1713–?).
Zwischen 1702 und 1718 erscheint Rigo regelmäßig in den Berichten der Stadsschouwburg Amsterdam. So erhielt sie am 28. Dezember 1702 im Alter von achtzehn Jahren zwanzig Gulden für vier Tänze. Ihr Spielhonorar, zwei Gulden, wurde 1708 auf drei Gulden erhöht. Das letzte Datum, an dem sie im „Ausgabebuch“ des Amsterdamer Theaters erwähnt wird, ist der 21. April 1718. Für eine Aufführung erhielt sie sechs Gulden. Als ihre Tochter 1713 geboren wurde, wurde sie genauso wie Jan Hendrikk Jordaan vom Theater entlassen. Isabella Rigo kehrte 1715 auf die Bühne zurück.
Es existiert eine Heiratsurkunde von Isabella Rigo mit dem Schauspieler und Schriftsteller Johannes van Hoven (1681–1750) vom 20. Oktober 1718. In dieser machte sie sich neun Jahre jünger und er sogar vierzehn Jahre jünger. Die Hochzeit war jedoch nicht gültig, unter der Gebotsverkündigung steht „nicht geholfen“ und die Urkunde ist durchgestrichen. Sechs Monate vor der geplanten Hochzeit erschien von van Hoven das Werk „Het Huuwelyk door Bet“. Es wird teilweise angenommen, dass dieses Werk etwas mit der vermeintlichen Hochzeit zu tun haben könnte. In ihm verliert ein alter Mann sein wildes Haar und seine Tochter an einen Verehrer, den er abgelehnt hat. Bemerkenswert ist, dass die Tochter der Hauptfigur den Namen Izabel trägt.
Nach 1722 gibt es keine weiteren Spuren von Isabell Rigo.